# روث هيلر
روث هيلر (بالإنجليزية: Ruth Heller)‏ هي كاتِبة وكاتبة للأطفال أمريكية، ولدت في 1923 في وينيبيغ في كندا، وتوفيت في 2004.